# Ostellato
Ostellato ist eine italienische Gemeinde (comune) mit 5583 Einwohnern (Stand 31. Dezember 2023) in der Provinz Ferrara der Region Emilia-Romagna.

## Geographische Lage
Ostallato liegt 22 km westlich von Comacchio am Canale Navigabile, einem für Schiffe bis zu einer Größe von 1.350 BRT zugelassenen Schifffahrtskanal, der eine Verlängerung des bei Porto Garibaldi in das adriatische Meer mündenden Magnavacca-Kanals (Canale Magnavacca) darstellt und der westlich von Ostellato bei Migliarino in den Po von Volano (Po di Volano) mündet. Parallel zu dem Kanal verläuft die Landstraße S. P. 1, die den Ort mit Comacchio und dem Hafen Porto Garibaldi verbindet. Die Provinzhauptstadt Ferrara ist 31 km entfernt. Ostellato liegt an der Bahnstrecke Ferrara – Ostellato – Codigoro, deren Endstation Codigoro ist.

## Geschichte
Historiker vermuten einen Zusammenhang des Ortsnamens mit lateinischen Begriffen wie hostullatum (Rastplatz), hostium (Tor, Mündung, Fluss) oder ostulatus (verbranntes Dorf). Fest steht, dass die Gegend von Ostellato bereits zur Römerzeit dicht besiedelt gewesen war. 1731 wurde bei Fossa Nogarole in dem Dorf San Giovanni zufällig eine römische Nekropole entdeckt. 1955 wurde eine archäologische Ausgrabungskampagne durchgeführt. Eine Besiedlung zur Römerzeit belegen inzwischen auch die Nekropolen von Vallone, Quinta, Punta Schè und die bei der (kürzlich stillgelegten) Zuckerfabrik ‚Coprob‘ gefundenen Nekropolen.
Im frühen Mittelalter (9. Jahrhundert) übte Ravenna auf die Region großen Einfluss auf, der, nachdem sich das Christentum durchgesetzt hatte, seinen Höhepunkt erreichte. Die Kirche von Ravenna schreckte nicht davor zurück, ihren Herrschaftsanspruch auch auf Landgüter und Liegenschaften auszudehnen, die anderen örtlichen Gerichtsbarkeiten zugeordnet gewesen waren, Als die Zeit anbrach, in der die Grenzen von kirchlicher Macht und weltlicher Macht neu gezogen wurden, geriet die Gegend von Ostellato ins Zentrum von Interessenkonflikten der Vertreter miteinander wetteifernder Fraktionen. Wie in den Cronica Parva ausgeführt wird, waren im 13. Jahrhundert in einem Umkreis von fünf bis sechs Meilen bis zu fünf verschiedene Diözesen vertreten.
Als die Estensi ihr Herzogtum ausdehnten – der Herzogstitel war ursprünglich von dem römisch-deutschen Kaiser Friedrich III. käuflich erworben worden –, wurde die verwaltungstechnische Parzellierung der Region weitgehend rückgängig gemacht, doch eine gewisse Abhängigkeit einiger Kirchen von Ostellato von der Diözese Ravenna ist bis heute erhalten geblieben.
Wie aus alten Urkunden hervorgeht, ließ Medelana d’Este in Ostellato ein Lustschloss errichten, die heutige Villa Dal Buono, die wahrscheinlich am Ort einer vorherigen antiken Niederlassung entstand. Das Lustschloss war zeitweilig Wohnsitz von Lucrezia Borgia. In Ostellato traf sie auf den Poeten und Philosophen Pietro Bembo, der ihr ein Exemplar seines Buches Gli Asolo (‚Die Bewohner von Asolo‘). Bembo hatte Lucrezia Borgia wohl in der Residenz von Ostellato kennengelernt, wahrscheinlich zu identifizieren mit der heutigen Villa Tassoni. Später benutzte Marfisa d’Este häufig das erbaute Lustschloss. Sie überließ es eine Zeitlang Torquato Tasso, damit er sich dort von einem Krankenhausaufenthalt erholen konnte. In unmittelbarer Nähe des heutigen Rathauses stand vermutlich die Renaissance-Villa von Tito Strozzi, die zerstört wurde.
Nachdem das Herzogtum der Este 1598 wegen fehlender Erben an den Kirchenstaat gefallen war, wurden die in der Region vorhandenen technischen Anlagen zur Grundwasserregulierung und zur Entwässerung der Marschen stark vernachlässigt. Die Folge waren eine fortschreitende Versumpfung landwirtschaftlicher Anbauflächen und damit einhergehende schlechte hygienische Zustände. Um der Ausbreitung von Seuchen vorzubeugen, entschloss man sich, die versumpften Niederungen einer ‚Reinigungskur‘ zu unterziehen. Es wurde ein Damm durchstochen und Meerwasser eingeleitet. Bald folgten weitere Dammdurchstiche, bis die Niederungen im 17. Jahrhundert fast sämtlich überflutet waren. Dies führte zu Zwistigkeiten mit der Gemeinde von Comacchio wegen der Fischereirechte in den Lagunen.
Anfang des 18. Jahrhunderts war am Rande des Spanischen Erbfolgekriegs zwischen dem römisch-deutschen Kaiser Joseph I. von Österreich und Papst Clemens XI. ein Streit um die Besitzzugehörigkeit der Grafschaft Comacchio entbrannt. In Comacchio und in die Region um Ferrara rückten 1708 deshalb kaiserliche Truppen ein, die von dem Grafen de Bonneval angeführt wurden. Als de Bonneval in Ostellato aus einem Hinterhalt heraus am Arm verwundet wurde, ließ er den Ort plündern und brandschatzen. Dabei sollen über zweihundert Zivilisten ums Leben gekommen sein.
1744 wurde mit Comacchio ein Abkommen über die Lagunenfischerei ausgehandelt, dahingehend, dass Comacchio die exklusiven Fischereirechte zugesprochen erhielt und die Gemeinde von Comacchio im Gegenzug alljährlich eine Entschädigungssumme an die Gemeinde von Ostellato auszuzahlen hatte.
Nach der Invasion und Besatzung Italiens durch französische Truppen wurden die Lagunen, die damals Allodialgüter von Ferrara, Bologna und Ravenna gewesen waren, 1797 der Regierung des von Napoleon Bonaparte geschaffenen Vasallenstaates der Zisalpinischen Republik überlassen, die die Lagunen ihrerseits an die Gemeinde von Comacchio verkaufte. Nach der Niederwerfung Napoleons und der Wiedereinsetzung der päpstlichen Regierung wurde dieser Kaufvertrag für gültig erklärt. Trotzdem wurden die Lagunen einschließlich der Saline von Comacchio danach wieder unmittelbar vom Kirchenstaat verwaltet. Wegen des schlechten politischen Klimas und des Räuberunwesens zogen sich viele Fischereipächter von den Lagunen von Comacchio zurück.

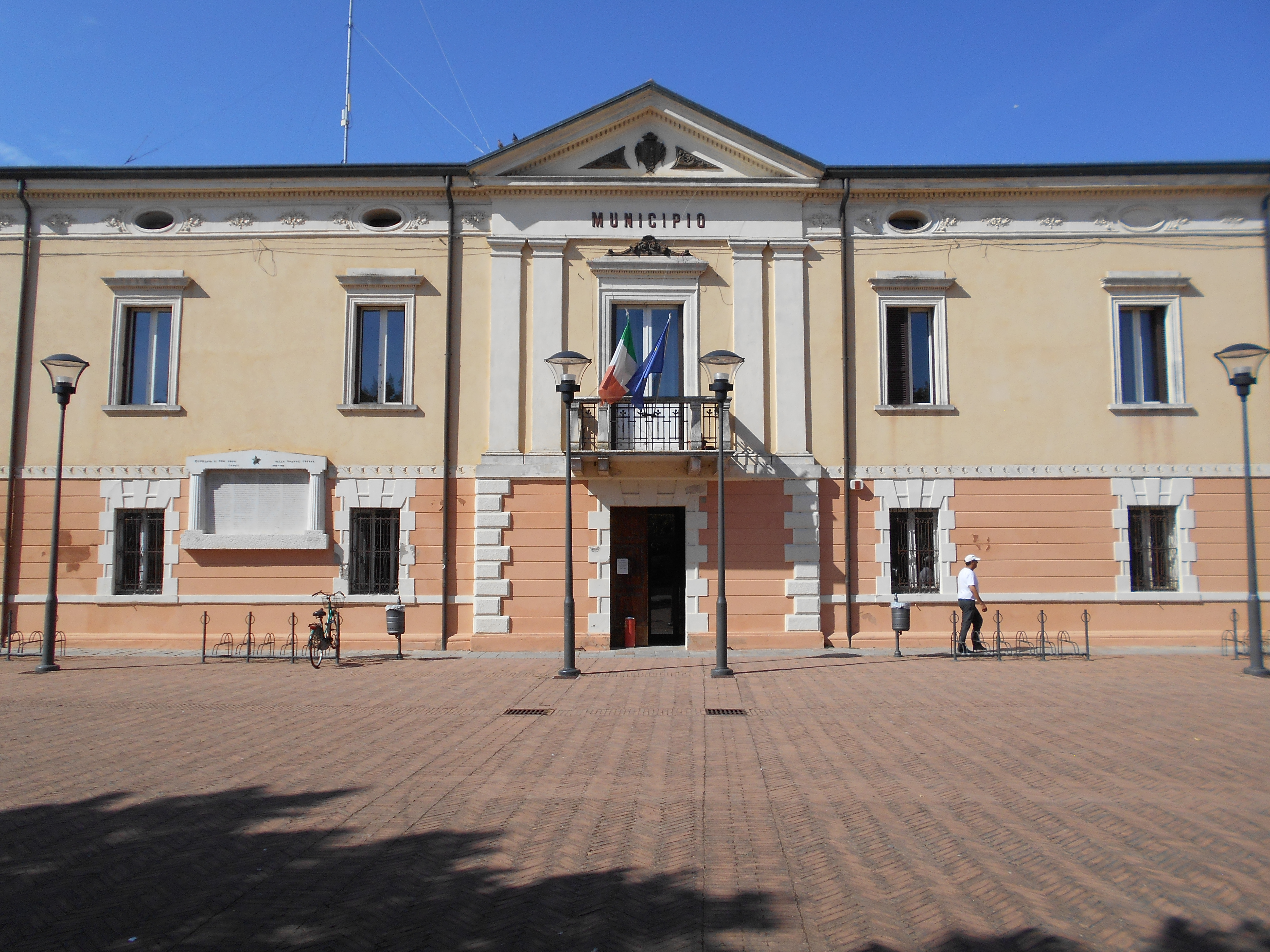
Rathaus
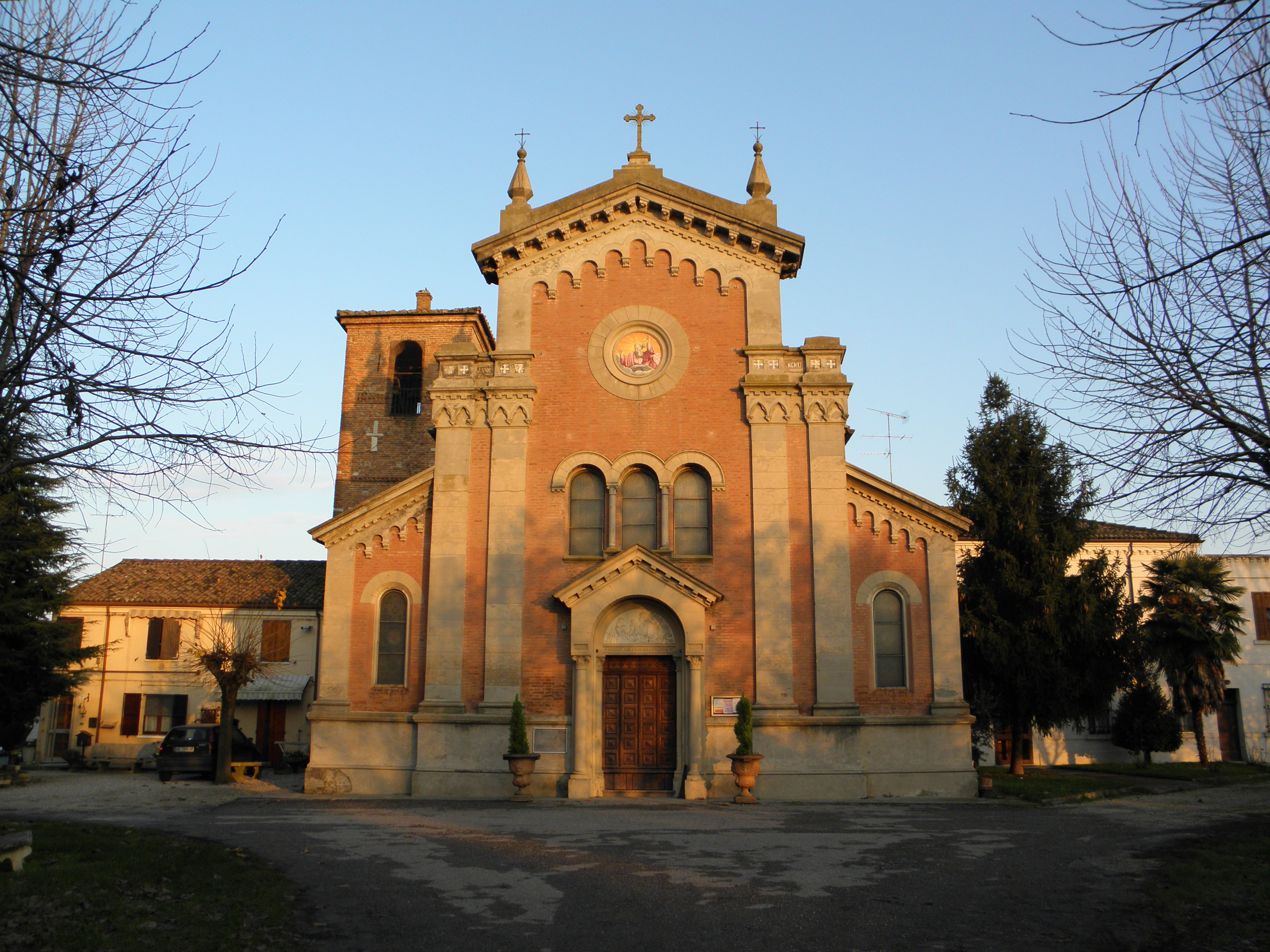
Santa Maria Assunta e Santa Lucia (Ortsteil Rovereto)
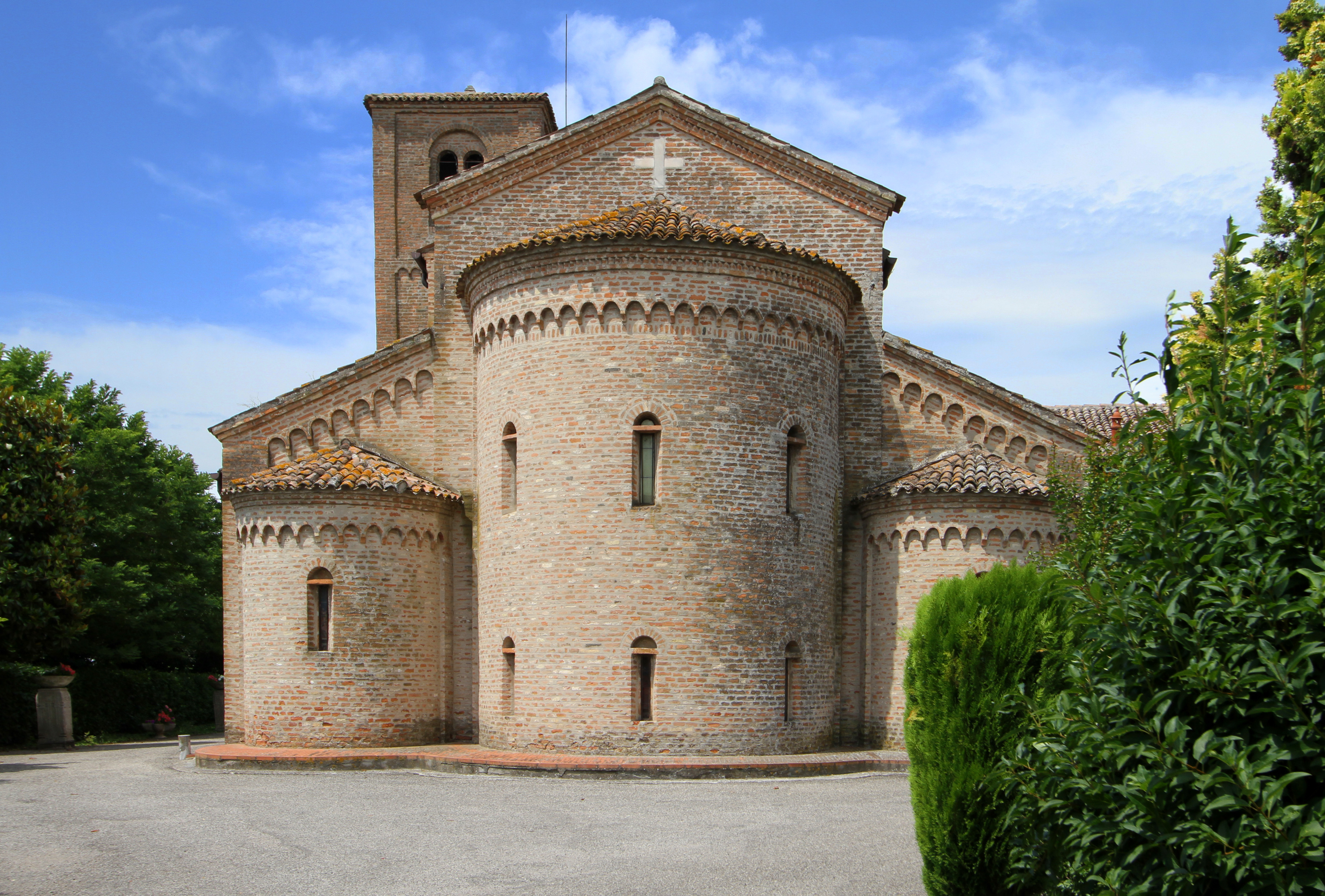
San Vito (11. Jhdt.)
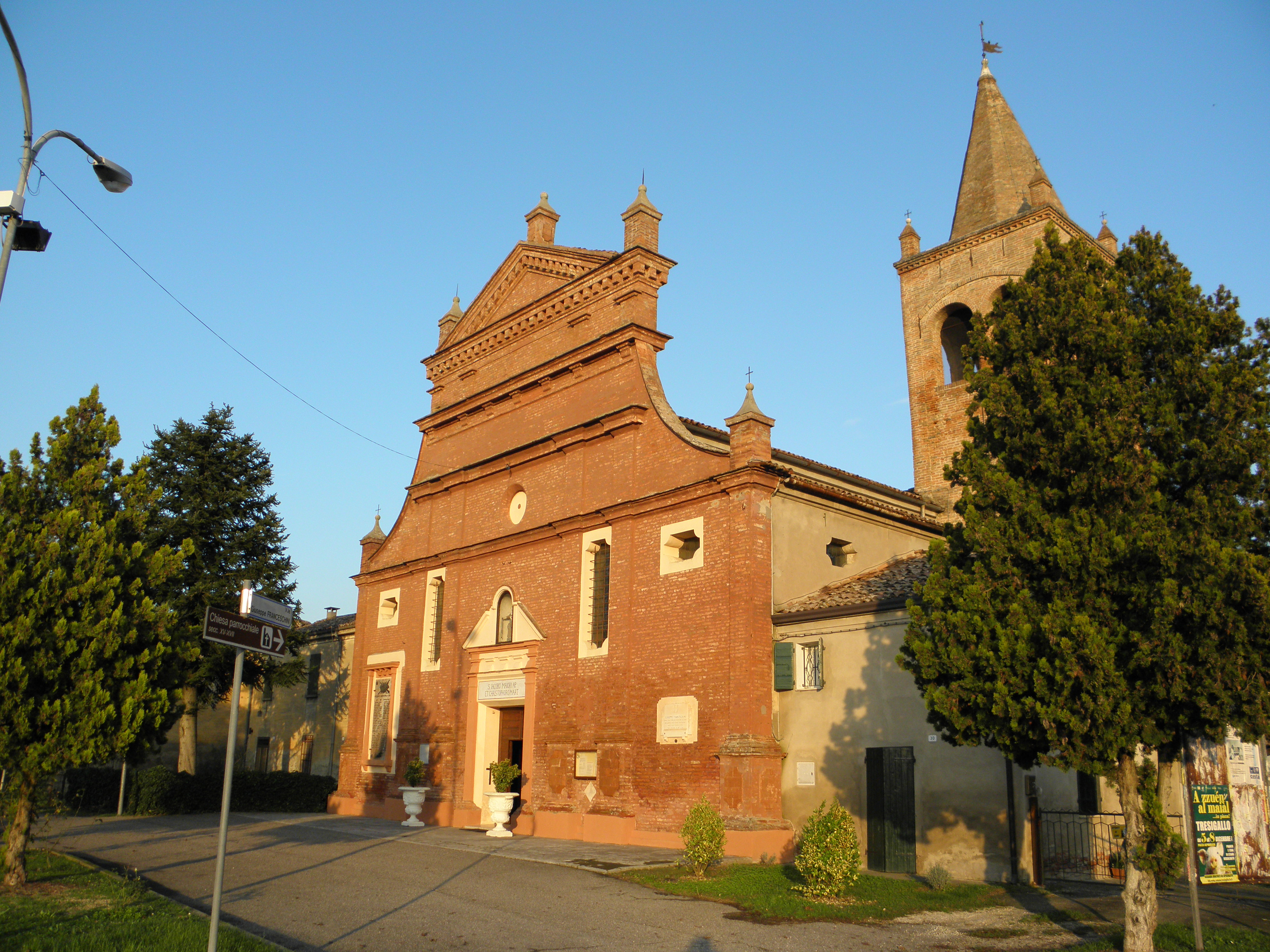
Santi Giacomo e Cristoforo (Ortsteil Medelana)
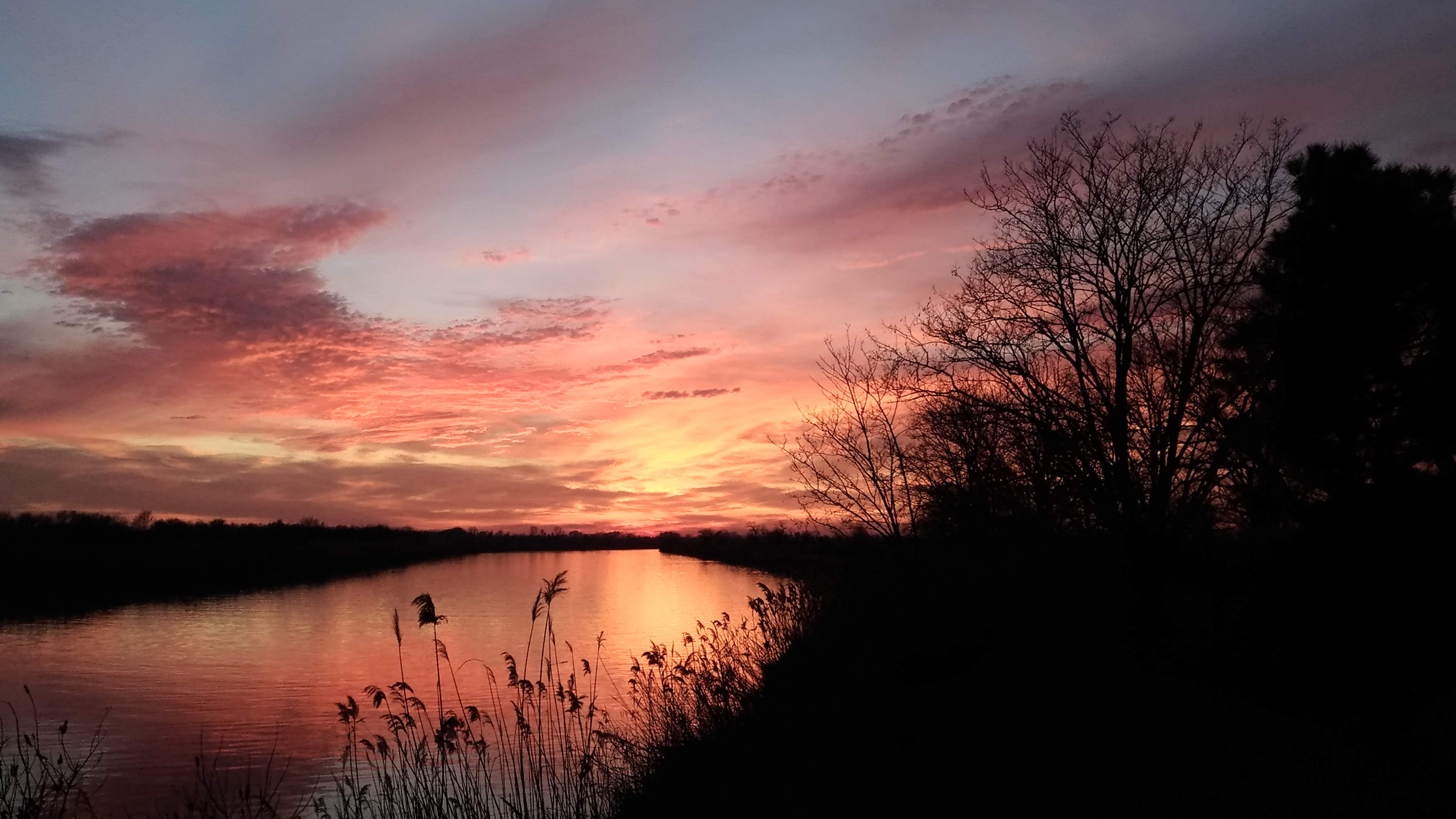
Schifffahrtskanal Migliarino – Ostellato

## Sehenswürdigkeiten
- Pieve San Vito, ein Kirchengebäude aus dem Mittelalter (11. Jahrhundert) in der Fraktion San Vito, ca. 5 km westlich von Ostellato. Das Gebäude, das auf Resten einer Kirche aus dem 6. Jahrhundert im romanischen Stil errichtet und 1207 erweitert worden war, wurde 1686 umgebaut und im Stil dadurch stark verändert. Vor einigen Jahren wurde das Gebäude  im ursprünglichen romanischen Stil restauriert.

- Städtisches Museum für die Naturgeschichte des Podeltas (Museo Civico di Storia Naturale del Delta del Po)
- In der Umgebung von Ostellato sind zahlreiche Bauwerke aus dem 16. und 17. Jahrhundert erhalten geblieben.
- Die drei Lagunen von Ostellato (insgesamt 120 Hektar groß), die sich am Canale Navigabile und am Canale Circondariale aneinanderreihen und die ein Überbleibsel der Maßnahmen zur Trockenlegung der Mezzano-Lagune (Valle Mezzano) sind. An eine dieser Lagunen, einem Biotop der einheimischen Flora und Fauna, schließt sich ein Park mit einem Restaurant und Freizeitanlagen an. An den natürlichen Wegen sind 25 Skulpturen aufgestellt, die das Thema ‚Himmel, Erde und Sterne‘ zum Gegenstand haben und die von 25 verschiedenen italienischen Künstlern geschaffen worden sind.